# Rudolf Hallmeyer
Rudolf Hallmeyer (* 3. Februar 1908 in Plauen; † 8. September 1943 in Berlin-Plötzensee) war ein deutscher Kommunist und Widerstandskämpfer gegen den Nationalsozialismus.

## Leben
Hallmeyer, Sohn eines Buchbinders, wuchs in Plauen auf. Bereits während seiner Lehre als Rohrleger betätigte er sich aktiv für den KJVD, dem er mit 16 Jahren beigetreten war. 1931 wurde er Mitglied der KPD. Im Dezember 1932 wurde er zum Stadtverordneten in Plauen gewählt. Nach dem Reichstagsbrand fahndete die SA nach ihm, so dass Hallmeyer im März 1933 Plauen verlassen musste. Er arbeitete zunächst illegal als Instrukteur der KPD-Bezirksleitung Sachsen in Meerane und im Unterbezirk Hohndorf-Rödlitz.
Von der Gestapo gesucht, emigrierte er im April 1934 nach Prag. Jedoch war er bereits im Herbst desselben Jahres wieder bereit als Instrukteur des ZK des KJVD nach Deutschland zurückzukehren. Er kam in den Bezirken Hannover und Magdeburg zum Einsatz. Besonders in Magdeburg konnte er die Verbindungen zu Betriebsgruppen, unter anderem der Firma Polte und der Maschinenfabrik Buckau R. Wolf, festigen. Im Sommer 1935 verließ Hallmeyer erneut Deutschland, da ihm Verhaftung drohte. Im September und Oktober 1935 nahm er am VI. Weltkongress der Kommunistischen Jugendinternationale in Moskau teil, anschließend besuchte er zwei Jahre lang die Internationale Lenin-Schule der Komintern.
Ende 1937 ging Hallmeyer nach Prag und ab 1938 nach Göteborg. Dort arbeitete Hallmeyer in der KPD-Auslandsabschnittsleitung. Er kam wiederholt aus der Tschechoslowakei und aus Schweden nach Berlin, um den illegalen Gruppen der KPD Beschlüsse über die Organisierung und Leitung des Widerstandskampfes zu übermitteln und zu erläutern. Im Frühjahr 1940 wurde er nach Kopenhagen geschickt, gelangte aber durch die Kriegsereignisse erst Ende Juni 1940 über Stettin nach Berlin. Dort verschaffte ihm Ottilie Pohl ein Quartier bei ihrer Freundin Martha Krüger. Hallmeyers Anlaufpartner Willi Gall war bereits verhaftet worden. Als Instrukteur hatte er den Auftrag, die illegalen Parteiorganisationen zu unterstützen, Verbindungen zwischen ihnen herzustellen und sie zu einer festen Organisation zusammenzufassen. Während seines Aufenthaltes in Berlin verfasste Hallmeyer die Schrift „Kampf gegen alle Verfälschungen des Sozialismus“. Zusammen mit Hans Schulz und Fritz Klemstein schuf er eine Widerstandsgruppe im Betrieb Ludwig Loewe in Berlin-Moabit.
Nachdem Hallmeyer seine Kontaktpartner in Magdeburg, Halle und Dresden aufgesucht hatte, wurde er am 24. August 1940 in Berlin verhaftet. Am 5. August 1943 wurde er vom „Volksgerichtshof“ zum Tode verurteilt und wenige Wochen später in Plötzensee hingerichtet.

## Ehrungen

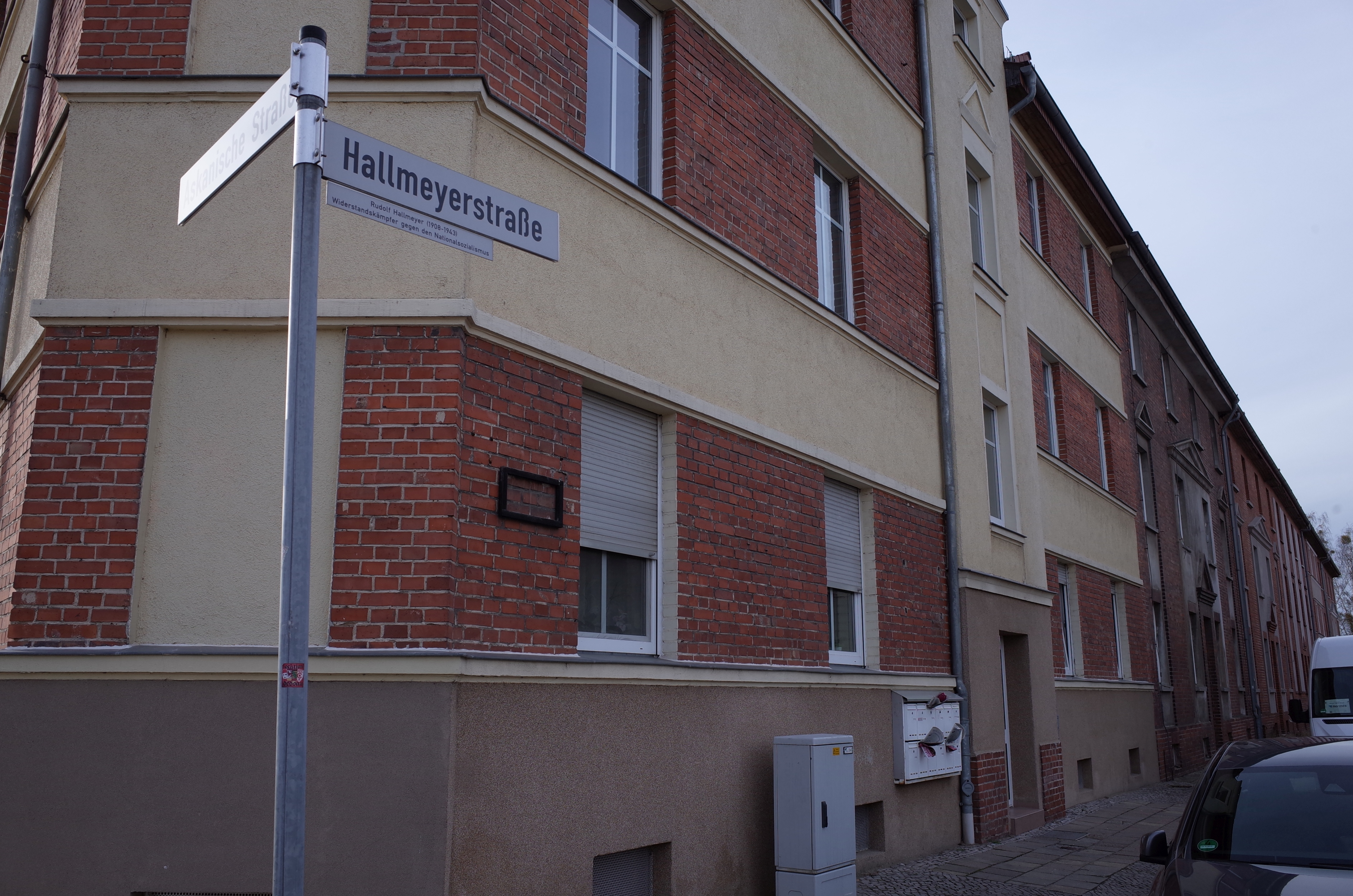
Hallmeyerstraße in Dessau

In Dessau ist eine Straße und in Mylau eine Siedlung nach ihm benannt. Eine nach ihm benannte Straße in seiner Geburtsstadt Plauen wurde nach der Wende wieder in Wettinstraße umbenannt. Gedenktafel und Straßenname für den kommunistischen Stadtverordneten in Meerane sind nach dem Ende der DDR ebenfalls entfernt worden. Die SG Dynamo Magdeburg, die 32. Kampfgruppenhundertschaft (mot.) Plauen sowie die Raketenabteilung 10 der NVA in Schneeberg trugen ebenfalls seinen Namen.
Der DEFA-Dokumentarfilm Protokoll für einen (1966) von Joachim Hellwig schildert Hallmeyers letzte Tage.